# Randall Morris
Randall Morris (Anniston, 22 aprile 1961) è un ex giocatore di football americano statunitense che ha militato nel ruolo di running back nella National Football League (NFL).

## Carriera
Morris fu scelto nel corso del decimo giro (270º assoluto) del Draft NFL 1984 dai Seattle Seahawks. Vi giocò per quasi cinque annate con un massimo di 236 yard corse nel 1985. Chiuse la carriera disputando uno scampolo di stagione nel 1988 con i Detroit Lions.